# Comunidad judía de Vercelli
La comunidad judía de Vercelli está documentada desde el siglo XV .
La presencia de judíos en la ciudad está documentada desde 1446 cuando Abramo della Vigneria y su hijo Angelo obtuvieron la concesión para abrir un banco de préstamos. Tras la expulsión de los judíos de España y Portugal, pronto se les unieron otras familias. En 1723, cuando se estableció el gueto, 158 judíos residían en la ciudad. En 1740 el gueto se trasladó al área entorno de la actual vía Elia Emanuele Foa (antes vía degli Orefici); las fronteras y los edificios del nuevo gueto son claramente identificables todavía hoy.
El período inmediatamente posterior a la emancipación judía de 1848 marca el momento de mayor expansión de la comunidad judía de Vercelli, que llegó a contar con más de 600 miembros. Como testimonio de ello, persiste la grandiosa sinagoga inaugurada en 1874, uno de los ejemplos más importantes de sinagoga de la emancipación en Italia.
En el siglo XX la comunidad experimentó un fuerte declive. Las víctimas de las deportaciones durante la Segunda Guerra Mundial fueron 26, incluido el entonces presidente de la comunidad Giuseppe Leblis. Muchos de los bienes culturales pertenecientes a la comunidad fueron transferidos a Turín después de la guerra.
Queda el cementerio en corso Randaccio, el quinto del que se tiene noticia en la ciudad. Establecido en 1801 y ampliado en 1914, el cementerio conserva numerosas tumbas monumentales y en la entrada una placa en memoria de los deportados.

## La Segunda Guerra Mundial y la Shoah
Según diversas entrevistas y testimonios, la comunidad estaba compuesta por una variedad de miembros, pertenecientes a diferentes estratos sociales y con diferentes opiniones políticas y religiosas. Es precisamente en este contexto que durante el año 1938 las leyes raciales fueron impuestas por el gobierno fascista, discriminando así a todos los miembros de la comunidad por su identidad étnica y religiosa. Estas leyes provocaron una separación y desintegración de la sociedad entera de Vercelli. La situación de los judíos de Vercelli empeoró gradualmente, desde la aplicación de las leyes raciales, hasta la declaración de guerra de Italia en 1940 hasta la ocupación alemana en septiembre de 1943. En consecuencia, los miembros de la comunidad enfrentaron el dilema de quedarse en la ciudad o huir, aun en este caso los hechos son variados; hay quienes sobrevivieron gracias a la ayuda de amigos y conocidos cristianos, quienes lograron esconderse o escapar, otros que lucharon activamente contra el régimen nazi y fascista. Otros, por otro lado, fueron deportados o arrestados trágicamente, ya que resulta que las víctimas de Vercelli del holocausto eran 26.

## Episodios de antisemitismo
Durante los años 2012-2014, los miembros de la comunidad estuvieron expuestos a varios actos antisemitas. En julio de 2014 se aplicó un manifiesto con contenido antiisraelí a la entrada de la sinagoga de la ciudad. Además, la comunidad judía de la ciudad ha sido testigo de ataques verbales racistas, generalmente después de eventos de guerra y tensiones en el área israelí-palestina.